# КиннПорш
«КиннПорш» (тайск. คินน์พอร์ช เดอะ ซีรีส์; англ. KinnPorsche) — остросюжетный тайский BL-телесериал в жанре романтической драмы, основанный на одноимённой веб-новелле, написанной дуэтом писателей Daemi. В главных ролях выступают Пхакпхум Ромсайтхонг (Майл) в роли Кинна и Наттавин Ваттанакитипат (Апо) в роли Порше. Сериал рассказывает о Порше, который отчаянно стремится заработать деньги и позаботиться о младшем брате. По воле случая он оказывается втянут в криминальный мир мафии под руководством Кинна.
Режиссёрами сериала выступили Конгкиат Кхомесири (Кхом), Крисда Виттхаякхайорндет (Понд) и Банчорн Ворасатари (Пепси). Премьера сериала состоялась в Таиланде на канале One 31 2 апреля 2022 года, с последующим показом каждую субботу в 23:00 по тайскому времени. В Японии сериал транслировался через U-Next, а по всему миру — на платформе iQIYI. Полная версия сериала без вырезок под названием «KinnPorsche: La Forte» была выпущена на iQIYI на час позже.

## Синопсис
Кинн Анакинн Тирапаньякун, второй сын и фактический наследник преступной семьи Тирапаньякун, подвергся нападению по дороге домой после деловой встречи. Спасаясь бегством, он сталкивается с Порше Пачарой Киттисавадом, местным барменом и подпольным бойцом. Кинн платит Порше за защиту от людей, пытающихся его убить. Впечатлённый боевыми навыками Порше, Кинн выслеживает его, чтобы предложить работу.
Чтобы заработать достаточно денег для отправки младшего брата Порчея в университет и сохранить дом, принадлежавший их умершим родителям, Порше неохотно соглашается стать постоянным телохранителем Кинна. В течение следующих нескольких месяцев он улучшает свои боевые навыки и узнает о тёмном подпольном мире, к которому теперь принадлежит, но также начинает влюбляться в своего харизматичного босса.
Хотя Кинн без стеснения гей, путь впереди непрост для двух влюблённых. Младшая ветвь семьи, управляемая дядей Кинна, отчаянно стремится захватить контроль. Его отец плохо себя чувствует, старший брат страдает посттравматическим стрессовым расстройством, младший брат — восходящая звезда, а Вегас, его двоюродный брат из младшей семьи, также становится растущей угрозой для него; также загадка безвременной смерти родителей Порше, кажется, каким-то образом связана с семьёй Тирапаньякун.

## Актёрский состав

### Главная роль
- Пхакпхум Ромсайтхонг (Майл) — Кинн Анакинн Тирапаньякун: второй сын и предполагаемый наследник главной ветви преступной семьи Тирапаньякун.
- Наттавин Ваттанакитипат (Апо) — Порш Пачара Киттисавад: местный бармен и подпольный боец.
  - Пасин Кахандинг — молодой Порш.

### Роль второго плана
- Витпат Суметтикун (Байбл) — Вегас Корнвит Тирапаньякун: старший сын и прямой наследник второй ветви криминальной семьи Тирапаньякун. Двоюродный брат Кинна. Ему также нравится Порш.
- Чакрапан Путта (Билд) — Пит Понгсакорн Сэнгтам: главный телохранитель Танхуна и сосед Порша по комнате в резиденции Тирапаньякун.
- Джефф Сатур[англ.] — Ким Кимхан Тирапаньякун: младший брат Кинна, поп-звезда, который притворяется незаинтересованным в семейном бизнесе, но в глубине души такой же безжалостный, как его отец и брат. Он проявляет интерес к Порче, младшему брату Порша.
- Тиннасит Итсарапонпон (Баркод) — Порче Питчая Киттисавад: младший брат Порша, который пытается поступить на престижную музыкальную программу в университете.

### Повторяющаяся роль

#### Люди рядом с Поршем
- Паттират Лэмлуан (Спрайт) — Йок: владелица бара, где Порш был её звездным барменом.
- Татчавит Кункрачан (Пин) — Джом: друг Порша.
- Понгсакорн Понсантигул (Пон) — Тем: друг Порша.
- Танавет Сириваттанакон (Кэп) — Арти: дядя Порша и Порче, страдающий пристрастием к азартным играм.
- Саруча Пхонгсонгкул (Аннита) — Нампхуенг Киттисавад: мать Порша и Порче.

### Люди рядом с Кинном
- Нититон Аккарачотсопон (Ас) — Тай: друг Кинна, который в отношениях с Таймом.
- Чалат Тантитибун (Джейджей) — Тайм: друг Кинна, который в отношениях с Таем.
- Наттасит Паньянан (Нот) — Биг: телохранитель Кинна, который позже был переведен к Киму.
- Накхун Скреа (Перт) — Кен: телохранитель Кинна.
- Напхат Викайрунгрой (На) — Таван: бывший парень Кинна.

#### Первая ветви семьи Тирапаньякун
- Сонсит Руннопакунси[англ.] (Коп) — Корн Тирапаньякун: отец Кинна, глава первой ветви семьи Тирапаньякун, старший брат Куна.
- Тханают Тхакунаттая (Тон) — Такхун Тирапаньякун: эксцентричный старший брат Кинн, который страдает от посттравматического стрессового расстройства и больше не хочет править семьей.
- Асавапат Понпибун (Бас) — Арм: телохранитель Танхуна и самый технически подкованный из телохранителей семьи Тирапаньякун.
- Йосатон Конликит (Джоб) — Поль: один из телохранителей Танхуна.
- Питер Найт — Чан: телохранитель Корна и лидер всех телохранителей семьи Тирапаньякун.

#### Вторая ветвь семьи Тирапаньякун
- Пия Вимуктайон (Экс) — Кун Тирапаньякун: младший брат Корна и дядя Кинна, который не в ладах с первой ветвью семьи. Отец Вегаса и Макао.
- Нанкун Пакапатпонпоб (Та) — Макао Тирапаньякун: второй и младший сын второй ветви преступной семьи Тирапаньякун.

## Производство

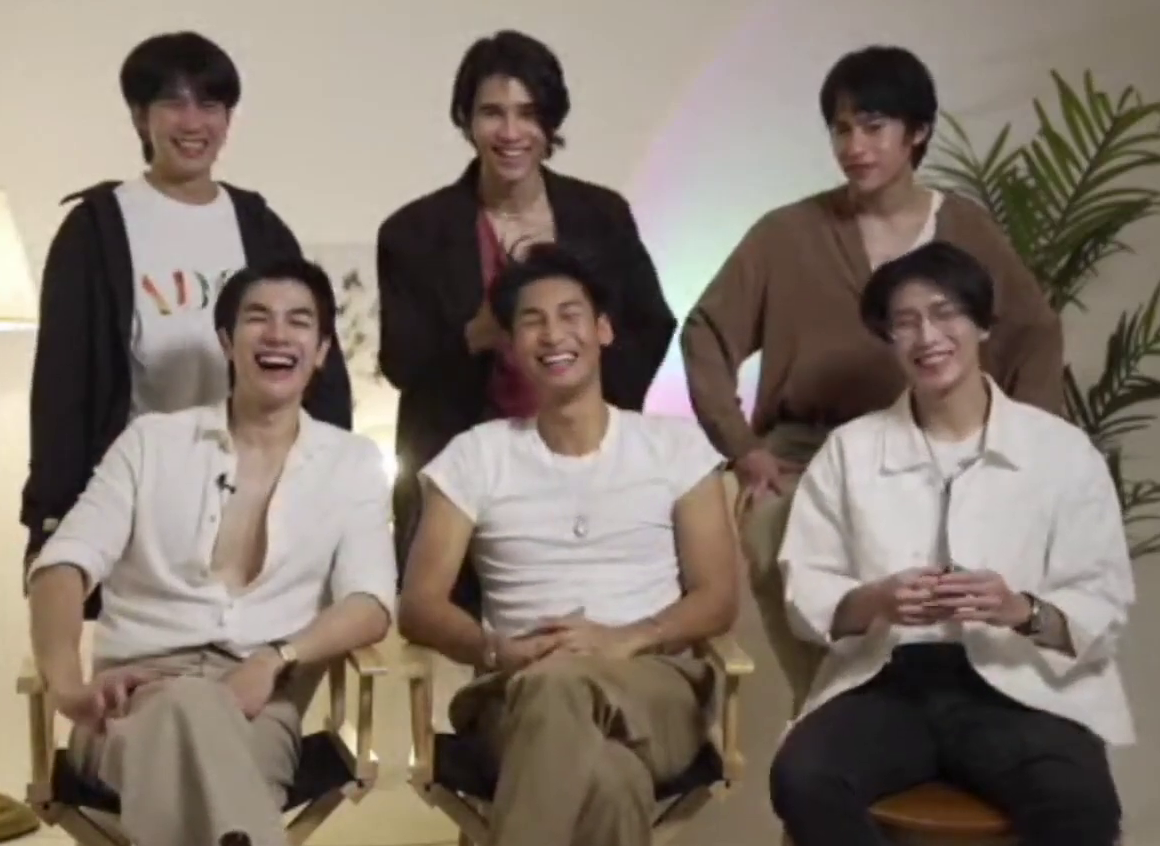
Актёрский состав «КиннПорша»

В сентябре 2020 года производственная компания Filmania анонсировала, что веб-роман KinnPorsche Story: Fierce Love, Finally Love (KinnPorsche Story: รักโคตรร้าย สุดท้ายโคตรรัก) будет адаптирован в телесериал. В январе 2021 года был выпущен тизер-трейлер, а в марте Filmania провела пресс-конференцию и традиционную церемонию начала проекта.
В начале июля 2021 года, когда съёмки почти завершились, творческий дуэт Daemi, работавший над оригинальной веб-новеллой, объявил о своём уходе из Filmania из-за творческих разногласий. Видя потенциал сериала и усилия, приложенные остальными актёрами, актёр Пхакпхум Ромсайтхонг, утверждённый на главную роль Кинна, связался со своим другом и режиссёром Кришдой Виттайяхакджорндет, который также был исполнительным директором производственной компании Be On Cloud. После этого Be On Cloud приобрела права на проект и объявила о некоторых изменениях в сериале. В конце августа 2021 года новая производственная компания выпустила новый тизер, и название сериала было сокращено до «KinnPorsche: The Series». В ноябре 2021 года состоялась пресс-конференция, на которой был официально подтверждён новый актёрский состав и объявлено о сотрудничестве с рок-группой Slot Machine. Также в ноябре стало известно, что «КиннПорш» станет первой тайской оригинальной серией на стриминговом сервисе iQIYI.
В марте 2022 года было объявлено, что iQIYI выпустит полную версию сериала под названием «KinnPorsche: La Forte».
Ромсайтхонг решил принять участие в сериале, поскольку посчитал, что гангстерская тема обладает большим потенциалом, а также хотел испытать что-то новое. Ваттанагитипат, в свою очередь, стремился выйти за рамки привычных для себя мыльных опер и попробовать себя в другом жанре.

## Эпизоды
| № | Название    | Дата премьеры  |
| --- | ----------- | -------------- |
| 1 | «1 эпизод»  | 2 апреля 2022  |
| После того, как первая крупная сделка Кинна с итальянской мафией заканчивается кровавой уличной погоней, он встречает Порша в задней части бара «Hum». В ходе быстрого обмена мнениями Порш соглашается помочь ему справиться с преследователями за определенную плату. После побега Кинн отказывается от сделки, и Порш забирает его часы в качестве оплаты. Вернувшись домой, Порш обнаруживает, что снова появились ростовщики. Порш является единственным опекуном своего младшего брата Порче (Чай), который платит за дом и образование брата. Его дядя сдает часы в заклад, в то время как Порш отправляется на другую подработку в качестве подпольного бойца, в «Феникс», чтобы скопить немного дополнительных денег. Тем временем на Кинна оказывает давление его отец, Корн, который выслеживает Порша и предлагает ему работу телохранителя. Кинн похищает Порша, пытаясь запугать его, чтобы он согласился на эту работу, но после ожесточенной драки Порш отклоняет предложение и убегает. К сожалению, дядя Порше еще больше втянул их в финансовые проблемы, и Порш считает, что принять предложение Кинна — единственный способ обезопасить своего брата. Он оставляет записку своему брату, солгав, что соглашается на работу своей мечты — работать барменом в частном пляжном баре, прежде чем присоединиться к Кинну на базе мафии. |             |                |
| 2 | «2 эпизод»  | 9 апреля 2022  |
| Порш с трудом приспосабливается к новой обстановке и обязанностям телохранителя Кинна. Несмотря на презрение со стороны телохранителей Бига и Кена, Порш быстро подружился со своим соседом по комнате Питом. Порш случайно убивает ценных карпов старшего сына Танхуна, в результате чего тот становится на защиту сада, чтобы его не наказали. Позже его первое задание оборачивается катастрофой, когда он напивается и убийца чуть не убивает Кинна. После того, как Порш избивает Макао, двоюродного брата Кинна и Танхуна, когда тот подходит слишком близко к пруду с карпами, обрадованный Танхун берет Порша в качестве личного телохранителя. |             |                |
| 3 | «3 эпизод»  | 23 апреля 2022 |
| Порш представляет Танхуна и его телохранителей в баре «Hum». Пит, Арм и Поль оказывают больше поддержки в обучении Порша, чем Кен и Биг, и навыки Порша развиваются быстро. В конце концов, Поршу надоедают выходки Танхуна, и он присоединяется к Питу и Кену в сопровождение Кинна. Несмотря на то, что Порш был крайне недоволен реалиями бизнеса Кинна, он в конечном итоге подставился под пулю вместо Кинна, когда встреча закончилась неудачно. Впечатленный тем, как Порш справился с ситуацией, Кинн помогает ему залечить рану. Той ночью Танхун и его телохранители приглашают Порше отпраздновать его «выздоровление», и к ним присоединяется Кинн. Пьяный Кинн целует Порша. |             |                |
| 4 | «4 эпизод»  | 30 апреля 2022 |
| Вегас навещает первую ветвь семьи, чтобы поговорить о предстоящем аукционе бриллиантов, и обедает с Кинном и телохранителями, где становится очевидно, что он заинтересован в Порше. Танхуну не нравится внимание, которое привлекает Порш, и он возвращает Порша Кинну . Завидуя Поршу, Биг хитростью заставляет его поймать Кинна «на месте преступления» с другим мужчиной. На аукционе бриллиантов Порша по приказу Вегаса накачивают гамма-гидроксибутиратом, наркотиком для изнасилования на свидании. Порш похищен, и Вегас пытается подарить ему любовный укус в качестве «сувенира», чтобы разозлить Кинна. Однако Кинн и его телохранители находят Порша, а Вегас сбегает до того, как что-либо произойдет. Пытаясь отрезвить Порша, Кинн поддается его желаниям и использует его в своих интересах. Тем временем в своем университете Порче знакомится с Кимом, младшим братом Кинна, который держит свой интерес к Порше в секрете. |             |                |
| 5 | «5 эпизод»  | 7 мая 2022     |
| Борясь с событиями прошлой ночи, Порш был наказан за то, что позволил накачать себя наркотиками. Корн, разгневанный неосмотрительностью Кинна, дает Поршу неделю отпуска, чтобы тот мог определиться со своим будущим. Кинн узнает об этом от Пита, который также дает несколько советов о том, как Кинн может расположить к себе Порша. Кинн навещает Порша дома, но оставляет своих телохранителей, в результате чего их обоих похищают. Корн отслеживает телефон Кинна и отправляет всех телохранителей на их спасение. Кинну и Поршу удается освободиться как раз перед тем, как телохранители устраивают аварию грузовика, в котором они находятся. Тем временем Ким соглашается стать наставником Порче, чтобы лучше изучить Порша. |             |                |
| 6 | «6 эпизод»  | 14 мая 2022    |
| Избежав аварии, Кинн и Порш оказываются в глуши. С течением времени они учатся полагаться друг на друга и становятся ближе. Порш дает понять, что готов ответить Кинну взаимностью, но мафиози поначалу сдерживается. После того, как они поделились своими мечтами о разных жизнях и застряли в пещере, Кинн объясняет, что никогда раньше не спал с телохранителем, и просит Порша простить его за всё, что он сделал. После побега Кинн велит Поршу возвращаться домой и жить нормальной жизнью. Когда похитители наконец выслеживают их, Порш возвращается, но Кинн получает пулю вместо него. |             |                |
| 7 | «7 эпизод»  | 21 мая 2022    |
| После того, как Кинн был спасён телохранителями, он оказался в больнице, а Порш возглавил операцию по установлению личностей похитителей. Вегас раскрывает тайну и обещает помочь найти преступника в обмен на Порша. Кинн вынужден согласиться, но заставляет Порша пообещать вернуться к нему. Порш и Вегас обнаруживают связь между одной из небольших триад и итальянской мафией. Кинн последовал совету своих друзей и открылся Поршу, одолжив ему свой счастливый пистолет, но Вегас раскрыл Поршу мрачную тайну Кинна. Операция по пресечению деятельности мафии увенчалась успехом, и Вегас устраивает вечеринку, чтобы отпраздновать это событие. Во время вечеринки Кинн прерывает попытки Вегаса соблазнить Порша. Порш расспрашивает Кинна о его тайне и о том, как он с ним обращается; увидев его искреннее сожаление, Порш соглашается на секс. Тем временем Ким пытается побольше узнать о Порше, но преуспевает только в том, что узнает, что Порше влюблен в своего кумира. Note: iQiyi опубликовала на YouTube «побочную историю», которая сократила разрыв между 6-м и 7-м эпизодами. Танхун и телохранители охраняют Кинна, в то время как Вегас пытается привлечь Порша на свою сторону. Когда Кинн просыпается, они с Порше начинают свои отношения с того, что делят больничную койку Кинна.                                     |             |                |
| 8 | «8 эпизод»  | 28 мая 2022    |
| Чудесным образом, попытки Кинна и Порше сохранить свои отношения в тайне увенчались успехом у телохранителей. Порш, который никогда ни с кем не встречался, не говоря уже о мужчинах, обращается за советом к Йоку. Чрезмерно усердные планы Порша на идеальный день были одобрены Кинном. Порш начинает встречаться со странным мужчиной всякий раз, когда они с Кинном оказываются вместе на публике; после серии неудач Пит опознает в нем (умершего) бывшего Кинна, Тавана. Тем временем Ким расследует смерть родителей Порче и Порша, и понимает, что его чувства к Порче сложнее, чем он думал. |             |                |
| 9 | «9 эпизод»  | 4 июня 2022    |
| Таван предлагает помочь главной семье в борьбе с итальянской мафией в обмен на защиту, но также пытается вернуть Кинна. Арм, поняв, что Кинн и Порше — одно целое, помогает последнему следить за Таваном. В то же время Кинн поручает Питу следить за Вегасом, поскольку тот считает, что его двоюродный брат является вдохновителем итальянской мафии, но его усилия терпят крах. Когда попытка Порша установить слежку была раскрыта, Кинн предает его и сажает в тюрьму своего любовника. Тем временем Порче, наконец, говорит Киму о своих чувствах, и они целуются. |             |                |
| 10 | «10 эпизод» | 11 июня 2022   |
| Кинн позволяет Поршу сбежать вместе с Вегасом. Пит работает под прикрытием, чтобы разоблачить Вегаса, но его ловит Кен, который является «кротом» Куна и работал с Вегасом. Порче похищает Таван, который влюблен в Вегаса и сговорился с ним уничтожить главную семью. Киму удается спасти Порче, но Биг жертвует собой ради Порша. Поняв, что Вегас бросил его, Таван стреляет в себя. Кун убивает Кена, в то время как Вегас пытает Пита. |             |                |
| 11 | «11 эпизод» | 18 июня 2022   |
| Кинн пытается добиться освобождения Порша и вынужден раскрыть их отношения, к большому удовольствию Танхуна и телохранителей. Корн отстраняет Порша от должности телохранителя Кинна, но настаивает на том, чтобы Порш и Порче переехали в главный семейный дом. Пытаясь приспособиться к обстоятельствам, Чэй узнает правду о Киме, и его сердце разбито. Вегас забирает Пита к себе в подполье, продолжая свои садистские пытки; однако в конце концов они начинают сближаться. |             |                |
| 12 | «12 эпизод» | 25 июня 2022   |
| Порш узнает, что Кинн манипулировал им, заставляя работать на Тирапаньякунов по приказу Корна. Столкнувшись с ним лицом к лицу, Корн объясняет, что его друг стоял за автокатастрофой, в которой погибли родители Порша. Кинн, Порш и Чэй переезжают из семейного дома. Чэй, все еще не оправившийся от откровения Кима, пропускает прослушивание и подсаживается на наркотики и алкоголь; Ким расстраивается, пытаясь его перевоспитать. Тем временем Пит решает остаться с Вегасом, увидев, насколько он на самом деле одинок и эмоционален, и они занимаются сексом. После того, как Корн рассказывает ему, где найти убийцу его родителей, Порш задумывается о том, чтобы убить его, но не может решиться на это. Позже с ним связывается его дядя, который просит денег и дает ему семейную фотографию, на которой запечатлены Порш и Порче в детстве, их родители и отец Кинна. |             |                |
| 13 | «13 эпизод» | 2 июля 2022    |
| Вегас вымещает свое недовольство Куном на Пите, который сбегает и возвращается к основной семье как раз в тот момент, когда Танхун выходит из себя. Когда Ким понимает, что любит Чэя, Порш вовлекает Вегаса в свои поиски ответов в обмен на шанс извиниться перед Питом. Дядя Порше рассказывает, что его родители не погибли в автокатастрофе, а были застрелены Корном. Когда Порш вступает в конфликт с Корном, пожилой мужчина говорит ему, что мать Порша была его сестрой. |             |                |
| 14 | «14 эпизод» | 9 июля 2022    |
| Узнав, что мать Порша была его приемной сестрой и что она была убита Куном, Корн умирает от отравления. В разгар попыток второй ветви семьи захватить власть выясняется, что мать Порше все ещё жива, но потеряла память, и ее скрывали, чтобы защитить от Куна, который приставал к ней. Вегас убивает Куна, а Пит уходит в отставку, чтобы остаться со своим возлюбленным. Корн, инсценировавший свою смерть, назначает Порше новым главой второй ветви семьи. |             |                |

## Саундтрек
Для саундтрека сериала, компания привлекла тайскую рок-группу Slot Machine совместно с композитором Тердсаком Чанпаном, которая исполнила две песни для сериала: «PhiangWaichai» (เพียงไว้ใจ) и её англоязычную версию «Free Fall». Продюсером обеих композиций выступил Титиват Ронгтонг из The Darkest Romance. В саундтреке также присутствуют песни «Why Don't You Stay» (แค่เธอ) в исполнении Джеффа Сатера, «This Song is Called You» (เพลงนี้ชื่อว่าเธอ) от Тиннасита Итсарапонпона и «Controversy» (ย้อนแย้ง) от Aek Season Five.
| №                   | Название                                 | Artist                         | Длительность |
| ------------------- | ---------------------------------------- | ------------------------------ | ------------ |
| 1.                  | «PhiangWaichai» (เพียงไว้ใจ)               | Slot Machine                   | 3:46         |
| 2.                  | «Free Fall»                              | Slot Machine                   | 3:46         |
| 3.                  | «Why Don't You Stay» (แค่เธอ)             | Jeff Satur                     | 3:48         |
| 4.                  | «This Song is Called You» (เพลงนี้ชื่อว่าเธอ) | Barcode Tinnasit Isarapongporn | 3:59         |
| 5.                  | «Controversy» (ย้อนแย้ง)                   | Aek Season Five                | 3:47         |
| 6.                  | «Why Don't You Stay (WorldTour Ver.)»    | Jeff Satur                     | 4:16         |
| 7.                  | «Free Fall (Lovely Mood)»                | Slot Machine                   | 0:57         |
| 8.                  | «Free Fall (Love)»                       | Slot Machine                   | 2:13         |
| 9.                  | «Free Fall (Love 2)»                     | Slot Machine                   | 1:56         |
| 10.                 | «Free Fall (Acoustic 1)»                 | Slot Machine                   | 1:48         |
| 11.                 | «Free Fall (Acoustic 2)»                 | Slot Machine                   | 2:07         |
| 12.                 | «Free Fall (Acoustic 3)»                 | Slot Machine                   | 2:23         |
| 13.                 | «Free Fall (Sad Mood)»                   | Slot Machine                   | 1:59         |
| 14.                 | «Free Fall (Suspense)»                   | Slot Machine                   | 2:24         |
| 15.                 | «Free Fall (Heroic Mood)»                | Slot Machine                   | 2:34         |
| 16.                 | «Free Fall (Action)»                     | Slot Machine                   | 2:00         |
| Общая длительность: | Общая длительность:                      | Общая длительность:            | 43:43        |

## Мировой тур
1 июня 2022 года Be On Cloud объявила о проведении мирового тура KinnPorsche World Tour в сотрудничестве с Live Nation Asia, в котором приняли участие 16 актёров сериала и группа Slot Machine.
Дебют тура состоялся 24 и 25 июля на Impact Arena в Бангкоке, где прошли два аншлаговых шоу, собравшие более 20 000 зрителей. В рамках тура также состоялись эксклюзивные выступления актёров, не участвующих в остальной части тура.
Азиатский этап тура прошёл с сентября по октябрь того же года в следующих городах:
- Сингапур (The Star Theatre, 8 октября)[21]
- Сеул (KBS Arena, 16 октября)[20]
- Манила (SM Mall of Asia, 22 октября)[18]
- Тайбэй (Taipei International Convention Centre, 30 октября)[22]
- Первоначально запланированный на 28 октября вьетнамский этап в Хошимине (Phu Tho Indoor Stadium) был перенесён на 11 февраля 2023 года в Сайгон (Saigon Exhibition and Convention Center, SECC)[23], но затем был снова отменён 6 февраля из-за угроз в адрес актёров[24]. Заключительное шоу тура состоялось 25 февраля в Бангкоке[25].

На протяжении всего тура Be On Cloud загружала на свой YouTube-канал видео Behind the Show, документирующие опыт актёров по подготовке и проведению шоу в каждом городе.

## Принятие
После релиза «КиннПорш» стал мировым трендом на YouTube, Instagram и Twitter после каждого эпизода, при этом два главных актёра набрали миллионы подписчиков и мировую известность. Первый эпизод возглавил стриминговые чарты iQIYI в 191 территории.
Rolling Stone India отметил мрачную, порочную и откровенную атмосферу, похвалив химию и игру актёров. Некоторые называли его «Эйфорией» мира BL, а также отметили его за экшен-тематику. Он был включён в список лучших BL-драм 2022 года по версии Teen Vogue как «захватывающий, пышный и грандиозный рассказ о любви и грехе».

### Зрительская аудитория
В таблице ниже синее число обозначает самые низкие оценки, а красное - самые высокие.
| Эпизод       | Временной промежуток (UTC+07:00) | Дата эфира         | Средняя доля аудитории | Ист.         |
| ------------ | -------------------------------- | ------------------ | ---------------------- | ------------ |
| 1            | Saturday 11:00 pm                | 2 апреля 2022 года | 0.151%                 | [ 31 ]       |
| 2            | 9 апреля 2022 года               | 0.146%             | [ 32 ]                 |              |
| 3            | 23 апреля 2022 года              | 0.231%             | [ 33 ]                 |              |
| 4            | 30 апреля 2022 года              | 0.154%             | [ 34 ]                 |              |
| 5            | 7 мая 2022 года                  | 0.323%             | [ 35 ]                 |              |
| 6            | 14 мая 2022 года                 | 0.351%             | [ 36 ]                 |              |
| 7            | 21 мая 2022 года                 | 0.223%             | [ 37 ]                 |              |
| 8            | 28 мая 2022 года                 | 0.314%             | [ 38 ]                 |              |
| 9            | 4 июня 2022 года                 | 0.219%             | [ 39 ]                 |              |
| 10           | 11 июня 2022 года                | 0.219%             | [ 40 ]                 |              |
| 11           | 18 июня 2022 года                | 0.386%             | [ 41 ]                 |              |
| 12           | 25 июня 2022 года                | 0.303%             | [ 42 ]                 |              |
| 13           | 2 июля 2022 года                 | 0.380%             | [ 43 ]                 |              |
| 14           | 9 июля 2022 года                 | 0.362%             | [ 44 ]                 |              |
| Средняя доля | Средняя доля                     | Средняя доля       | 0.314% комм.           | 0.314% комм. |

## Награды и номинации
| Награда                              | Год  | Категория                                                    | Номинант / Работа                             | Результат | Ист.          |
| ------------------------------------ | ---- | ------------------------------------------------------------ | --------------------------------------------- | --------- | ------------- |
| Feed Y Capital Awards                | 2022 | Y Сериал года                                                | КиннПорш                                      | Победа    | [ 45 ]        |
| GQ Thailand Men of the Year Awards   | 2022 | Прорывные актёры                                             | Пхакпхум Ромсайтхонг и Наттавин Ваттанакитипа | Победа    | [ 46 ]        |
| Kazz Awards                          | 2023 | Яркая звезда года, Мужчина                                   | Тиннасит Итсарапонпон                         | Победа    | [ 47 ]        |
| Kazz Awards                          | 2023 | Лучший молодой человек года                                  | Витпат Суметтикун                             | Победа    | [ 47 ]        |
| Kom Chad Luek Awards                 | 2023 | Лучшая песня                                                 | "PhiangWaichai" by Slot Machine               | Номинация | [ 48 ]        |
| MChoice Mint Awards                  | 2022 | Прорывной актёрский состав 2022 года                         | КиннПорш                                      | Победа    | [ 49 ]        |
| National Radio and Television Awards | 2023 | Лучший Y Сериал года                                         | КиннПорш                                      | Победа    | [ 50 ]        |
| Nine Entertain Awards                | 2023 | Любимчик публики                                             | Пхакпхум Ромсайтхонг и Наттавин Ваттанакитипа | Номинация | [ 51 ]        |
| T-Pop of the Year Music Awards       | 2023 | Лучшая музыка года (Саундтрек)                               | «Why Don't You Stay» (แค่เธอ) — Джефф Сатер    | Номинация | [ 52 ]        |
| Thailand Social Awards               | 2023 | Лучшее качество контента в социальных сетях (тайский сериал) | КиннПорш                                      | Победа    | [ 53 ]        |
| TikTok Awards Thailand               | 2022 | Восходящая звезда года                                       | Тиннасит Итсарапонпон                         | Победа    | [ 54 ] [ 55 ] |
| YUniverse Awards                     | 2022 | Лучший продакшен                                             | КиннПорш                                      | Победа    | [ 56 ]        |
| YUniverse Awards                     | 2022 | Лучший саундтрек к сериалу                                   | «Why Don't You Stay» (แค่เธอ) — Джефф Сатер    | Победа    | [ 56 ]        |
| YUniverse Awards                     | 2022 | Лучшая мужская роль второго плана                            | Сонсит Руннопакунси                           | Победа    | [ 56 ]        |
| YUniverse Awards                     | 2022 | Лучший злодей                                                | Напхат Викаирунрот                            | Номинация | [ 57 ]        |
| YUniverse Awards                     | 2022 | Лучший милашка                                               | Тиннасит Итсарапонпон                         | Номинация | [ 58 ]        |
| YUniverse Awards                     | 2022 | Лучший поддерживающий друг                                   | Паттират Лэмлуан                              | Номинация | [ 59 ]        |